# Gerardo Di Martino
Gerardo Costantino Di Martino (Noto, 24 gennaio 1878 – Roma, 13 novembre 1946) è stato un magistrato e politico italiano.